# Betty Chester the Well Known Co-Optimist Star
Betty Chester the Well Known Co-Optimist Star è un cortometraggio del 1926 diretto da Charles Calvert.

## Trama
Betty Chester canta la canzone Pig-Tail Alley composta da Roger Eckersley.

## Produzione
Il film fu prodotto dalla De Forest Phonofilm. Uomo di cinema ma, soprattutto, scienziato e inventore, il produttore Lee De Forest aveva brevettato nel 1904 il suo sistema di sonorizzazione che consisteva nel registrare il suono su pellicola tramite un raggio luminoso.

## Distribuzione
Distribuito dalla De Forest Phonofilm, uscì nelle sale cinematografiche britanniche nel dicembre 1926. Esiste copia della pellicola.